# Compilador Java
Um Compilador Java é um compilador escrito para a linguagem Java.

São feitos para assemblar o código em Bytecodes Java.
O mais conhecido atualmente é o Javac.